# HD 114762 b
HD 114762 b es un planeta extrasolar, a unos 132 años luz de distancia en la constelación de Coma Berenices. Aunque posteriormente ha sido incluida en los catálogos de los planetas extrasolares. Confirmado en octubre de 1991 en un papel de Cochran, et al.